# Филаммон
Филаммон (др.-греч. Φιλάμμων) — в древнегреческой мифологии великий музыкант, сын Аполлона и Хионы (она же Филонида; или Аполлона и Левконои).
Муж Аргиопы, отец Фамирида. Согласно Ферекиду, аргонавт.
Победил в пении на состязаниях в Дельфах. Установил таинства Деметры в Лерне, ему приписывался рассказ об этом, записанный на сердце из орихалка на дорическом наречии.
Погиб в войне против Флегия, двинувшись с отрядом аргивян на помощь Дельфам.